# 15436 Dexius
15436 Dexius este o planetă minoră (asteroid), cu un diametru de 87,646 km, din Asteroid troian al lui Jupiter. A fost descoperită pe 10 noiembrie 1998 la Experimental Test Site⁠(d) de Lincoln Near-Earth Asteroid Research. 
Obiectul prezintă o orbită caracterizată de o semiaxă mare de 5,2099896 UAi, o excentricitate de 0,04, o înclinație de 16,26314 ° în raport cu ecliptica.